# Walter Branchi
Walter Branchi (* 20. Januar 1941) ist ein italienischer Komponist und Interpret elektronischer Musik.

## Wirken
Branchi, der als Pionier der elektronischen Musik in Italien gilt, unterrichtete Komposition am Conservatorio Santa Cecila in Rom und am Conservatorio Statale di Musica „Gioachino Rossini“ in Pesaro. Von 1966 bis 1975 war er Mitglied der Improvisationsgruppe Nuova Consonanza. Mit Franco Evangelisti, Domenico Guaccero, Egisto Macchi und Gino Marinuzzi Jr und den Tontechnikern Paolo Ketoff und Guido Guiducci gründete er 1967 in Rom das Studio R7 für elektronische Musik. Zugleich gründete er in Pesaro das LEMS (Laboratorio Elettronico per la Musica Sperimentale), das er bis 1973 leitete.
Von 1973 bis 1977 war Branchi Mitglied der Gruppo Intercodice ALTR, dann gründete er mit Guido Baggiani Musica Verticale. Als Fulbright-Stipendiat ging er 1979 an die Princeton University, wo sein erstes großes kompositorisches Werk Intero entstand. 1983 wurde er visiting composer am Centre for Computer Research in Music and Acustics der Stanford University. Hier entstand im Anschluss an Intero die Komposition Le ali di Angelico. Im Jahr 1987 gründete er die Seminarreihe Musica/complessitá. In Zusammenarbeit mit Roberto Laneri komponierte er 1996 Harmonices Mundi.
Branchi unterrichtete u. a. am Musikene – Centro Superior de Música in San Sebastian, am Centro de Arte Reina Sofia in Madrid, an der Universidad de Chile, der Wesleyan University, der Princeton University, der Simon Fraser University in Vancouver, der Rhode Island School of Design und der Greenwich House Music School in New York.  Er ist Autor mehrerer Bücher und Artikel zur elektronischen Musik.

## Schriften
- Tecnologia della musica elettronica 1977
- Intervalli e sistemi di  intonazione
- Verso – l’uno
- Canto infinito – Thinking Music Environmentally, 2012
- Il pensiero musicale sistemico, 2017